# Nati nel 1712
| Questa pagina contiene informazioni ricavate automaticamente dalle voci biografiche con l'ausilio del template Bio e di un bot. L'aggiornamento è periodico e automatico e ricostruisce completamente la pagina. Se manca una persona in questa lista, sei pregato di non aggiungerla, ma accertati piuttosto che la sua voce biografica contenga il template Bio e che i dati anagrafici siano correttamente compilati. Se il template Bio manca, inseriscilo tu stesso o, in alternativa, metti l'avviso {{tmp\|Bio}} che ne segnala la mancanza. Se i dati riportati sono sbagliati, correggi direttamente la voce biografica; le modifiche saranno visibili in questa lista entro pochi giorni. Per chiarimenti vedi il progetto biografie. La lista contiene solo le 105 persone che sono citate nell'enciclopedia e per le quali è stato implementato correttamente il template Bio. Pagina aggiornata al 2 ago 2025. |

## Gennaio(8)
- 5 gennaio - Ludwig van Beethoven, tenore tedesco († 1773)
- 17 gennaio - Antonio Sarnelli, pittore italiano († 1800)
- 17 gennaio - John Stanley, compositore e organista britannico († 1786)
- 21 gennaio - Antonio Maria Erba Odescalchi, cardinale italiano († 1762)
- 24 gennaio - Federico II di Prussia, re († 1786)
- 26 gennaio - Jacopo Puccini, compositore e organista italiano († 1781)
- 28 gennaio - Tokugawa Ieshige, militare giapponese († 1761)
- 29 gennaio - Giuseppe Antonio Alberti, ingegnere e agronomo italiano († 1768)

## Febbraio(9)
- 1º febbraio - Konrad Ernst Ackermann, attore teatrale e impresario teatrale tedesco († 1771)
- 12 febbraio - Marie Louise Mignot, letterata e musicista francese († 1790)
- 12 febbraio - Francesco Pettorelli Lalatta, vescovo cattolico italiano († 1788)
- 18 febbraio - Agatino Maria Reggio Statella, arcivescovo cattolico italiano († 1764)
- 22 febbraio - Péter Bod, scrittore e storico ungherese († 1769)
- 22 febbraio - Ottaviano Guasco, scrittore e traduttore italiano († 1781)
- 26 febbraio - Nasir Jang Mir Ahmad, principe indiano († 1750)
- 28 febbraio - Louis-Joseph de Montcalm, generale francese († 1759)
- 29 febbraio - Atike Sultan, principessa ottomana († 1737)

## Marzo(8)
- 10 marzo - Gabriele Maria Di Blasi e Gambacorta, arcivescovo cattolico e teologo italiano († 1767)
- 10 marzo - Girolamo Maria da Caltanissetta, presbitero italiano († 1786)
- 22 marzo - Edward Moore, scrittore e drammaturgo inglese († 1757)
- 24 marzo - Pëtr Grigor'evič Černyšëv, politico russo († 1773)
- 26 marzo - Giorgio Stassi, vescovo cattolico italiano († 1802)
- 27 marzo - Pygan Adams, orafo statunitense († 1776)
- 27 marzo - Claude Bourgelat, chirurgo e veterinario francese († 1779)
- 31 marzo - Nicolas-François Gillet, scultore francese († 1791)

## Aprile(6)
- 8 aprile - Giovanni Antonio Bettoni, generale e nobile italiano († 1773)
- 22 aprile - Mattia De Mare, pittore italiano († 1773)
- 23 aprile - Devasahayam Pillai, ufficiale indiano († 1752)
- 25 aprile - Marco Forcellini, poeta, letterato e magistrato italiano († 1794)
- 29 aprile - Giuseppe Appiani, cantante castrato italiano († 1742)
- 29 aprile - Pietro Antonio Danieletti, scultore italiano († 1779)

## Maggio(5)
- 5 maggio - Giovanni Battista Biroldi, organaro italiano († 1792)
- 6 maggio - Carlo Giuseppe Capra, vescovo cattolico italiano († 1772)
- 12 maggio - Carlo Guglielmo Federico di Brandeburgo-Ansbach, nobile tedesco († 1757)
- 13 maggio - Johann Hartwig Ernst von Bernstorff, politico tedesco († 1772)
- 28 maggio - Vincent de Gournay, economista francese († 1759)

## Giugno(4)
- 14 giugno - Sayat-Nova, poeta armeno († 1795)
- 21 giugno - Nicolò Antonio Giustinian, vescovo cattolico italiano († 1796)
- 26 giugno - Johann Andreas Silbermann, organaro tedesco († 1783)
- 28 giugno - Jean-Jacques Rousseau, filosofo, scrittore e pedagogista svizzero († 1778)

## Luglio(8)
- 12 luglio - Francis Bernard, dirigente pubblico britannico († 1779)
- 12 luglio - Carl Heinrich von Wedel, generale e politico prussiano († 1782)
- 14 luglio - Francesca Bicetti de Buttinoni, poetessa italiana († 1788)
- 18 luglio - Carlo Federico di Sassonia-Meiningen, nobile tedesco († 1743)
- 19 luglio - Karl Fredrik Mennander, arcivescovo luterano svedese († 1786)
- 21 luglio - Karl von Cobenzl, diplomatico e politico austriaco († 1770)
- 25 luglio - Vincenzo Miotti, fisico e astronomo italiano († 1787)
- 31 luglio - Johann Samuel König, fisico tedesco († 1757)

## Agosto(2)
- 12 agosto - Karl Jakob Weber, ingegnere, architetto e archeologo svizzero († 1764)
- 26 agosto - Giovanni Raggi, pittore italiano († 1793)

## Settembre(8)
- 1º settembre - Carlo Vittorio Amedeo Ignazio delle Lanze, cardinale e arcivescovo cattolico italiano († 1784)
- 8 settembre - Giovanni Della Bona, medico italiano († 1786)
- 11 settembre - Giovanni Targioni Tozzetti, medico e naturalista italiano († 1783)
- 12 settembre - Romualdo de Sterlich, filosofo italiano († 1788)
- 15 settembre - Pierre-Simon Fournier, incisore e tipografo francese († 1768)
- 21 settembre - Stefano Raffei, filologo, numismatico e gesuita italiano († 1788)
- 26 settembre - Dominique de La Rochefoucauld, cardinale, arcivescovo cattolico e abate francese († 1800)
- 30 settembre - Paolo Massei, cardinale italiano († 1785)

## Ottobre(9)
- 4 ottobre - Andrea Tron, politico italiano († 1785)
- 5 ottobre - Vito Antonio Conversi, pittore italiano († 1756)
- 5 ottobre - Francesco Guardi, pittore italiano († 1793)
- 8 ottobre - Alison Cockburn, poetessa scozzese († 1794)
- 14 ottobre - George Grenville, politico inglese († 1770)
- 17 ottobre - Eleonora d'Assia-Rotenburg, principessa tedesca († 1759)
- 24 ottobre - Giovanna di Holstein-Gottorp, principessa tedesca († 1760)
- 30 ottobre - Christian Wilhelm Ernst Dietrich, pittore tedesco († 1774)
- 31 ottobre - Maurizio di Anhalt-Dessau, generale prussiano († 1760)

## Novembre(8)
- 4 novembre - Charles Louis de Marbeuf, generale e politico francese († 1786)
- 4 novembre - Charles de Fitz-James, militare francese († 1787)
- 11 novembre - Hugolín Gavlovič, presbitero e scrittore slovacco († 1787)
- 14 novembre - Paolo Francesco Antamori, cardinale e vescovo cattolico italiano († 1795)
- 14 novembre - Carlo Augusto di Baden-Durlach, principe tedesco († 1786)
- 24 novembre - Ali II ibn Husayn, sovrano tunisino († 1782)
- 25 novembre - Charles-Michel de l'Épée, presbitero e educatore francese († 1789)
- 30 novembre - Girolamo Volpi, arcivescovo cattolico italiano († 1798)

## Dicembre(8)
- 5 dicembre - Fernando de Sousa e Silva, cardinale e patriarca cattolico portoghese († 1786)
- 11 dicembre - Francesco Algarotti, scrittore, saggista e collezionista d'arte italiano († 1764)
- 12 dicembre - Carlo Alessandro di Lorena, generale austriaco († 1780)
- 13 dicembre - Angelo Scarabello, orafo e scultore italiano († 1795)
- 22 dicembre - Troiano Spinelli, filosofo, economista e storico italiano († 1777)
- 25 dicembre - Pietro Chiari, gesuita, drammaturgo e scrittore italiano († 1785)
- 26 dicembre - Paul Hippolyte de Beauvilliers, ammiraglio francese († 1788)
- 31 dicembre - Carlo di Nassau-Usingen, nobile tedesco († 1775)

## Senza giorno specificato(22)
- Michel Ferdinand d'Albert d'Ailly, nobile francese († 1777)
- Marie-Angélique-Memmie le Blanc, francese († 1775)
- Conte di Saint-Germain, alchimista e avventuriero francese († 1784)
- Albert Delin, cembalaro fiammingo († 1771)
- Domenico Maggiotto, pittore italiano († 1794)
- Giulio Ferrari, poeta, scrittore e nobile italiano († 1792)
- Paolo Gamba, pittore italiano († 1782)
- Hannah Norsa, attrice teatrale e cantante inglese († 1784)
- Charles-Antoine Jombert, scrittore e editore francese († 1784)
- Johann Baptist Klauber, incisore tedesco († 1787)
- Lambert Krahe, architetto tedesco († 1790)
- Pauline Félicité de Mailly, francese († 1741)
- Francisco Preciado de la Vega, pittore spagnolo († 1789)
- Giuseppe Scarlatti, compositore italiano († 1777)
- Beniamino Simoni, scultore italiano († 1787)
- Thomas Snelling, numismatico britannico († 1773)
- John Talbot, politico e magistrato inglese († 1756)
- Stefano Torelli, pittore italiano († 1784)
- Toriyama Sekien, pittore e disegnatore giapponese († 1788)
- John Tylney, II conte Tylney, nobile e politico inglese († 1784)
- Cecilia Young, soprano inglese († 1789)
- Georges-Claude Goiffon, architetto francese († 1776)